# Calathea caesariata
Calathea caesariata är en strimbladsväxtart som beskrevs av H.A.Kenn. Calathea caesariata ingår i släktet Calathea och familjen strimbladsväxter. Inga underarter finns listade.